# Ralf Weikert
Ralf Weikert (* 10. November 1940 in Sankt Florian, Österreich) ist ein österreichischer Dirigent vor allem klassischer Opern.

## Leben und Wirken
Ralf Weikert begann seine musikalische Ausbildung am Bruckner-Konservatorium Linz und studierte anschließend an der Hochschule für Musik und darstellende Kunst Wien Dirigieren bei Hans Swarowsky.
Er war seit 1971 ständiger Dirigent der Salzburger Festspiele, beim Festival d’Aix-en-Provence und der Bregenzer Festspiele. 1974 gastierte er an der Wiener Staatsoper und 1975 an der Hamburger Staatsoper. Bis 1977 war er Musikalischer Oberleiter am Theater Bonn und anschließend Stellvertretender Generalmusikdirektor an der Oper Frankfurt. 1979 dirigiert Weikert an der Deutschen Oper Berlin und 1981 an der Bayerischen Staatsoper München. Im selben Jahr wurde er Chefdirigent des Mozarteumorchesters Salzburg.
Von 1983 bis 1992 war Ralf Weikert Musikdirektor am Opernhaus Zürich. Seitdem arbeitet er als freier Dirigent. Gastdirigate hatte er an der Metropolitan Opera New York, der Arena von Verona (beide 1987), an der San Francisco Opera (1997), an der Königlichen Oper Stockholm und weiteren Häusern in Europa, Amerika und Japan.
In der Saison 2002/2003 gastiert er unter anderem an den Opernhäusern von Santiago de Chile, Hamburg, München und Wien und an der Finnischen Nationaloper Helsinki. Seit 2006 ist er Musikalischer Leiter des Richard-Wagner-Festivals in Wels, wo er unter anderem 2006 Parsifal und Der Fliegende Holländer, 2009 Parsifal und Lohengrin sowie 2010 Parsifal und Tristan und Isolde dirigierte.
In der Saison 2007/2008 dirigierte Ralf Weikert Lucia di Lammermoor (Gaetano Donizetti) und Der Barbier von Sevilla (Gioachino Rossini) und Die Fledermaus (Johann Strauss) am Opernhaus Zürich sowie Ariadne auf Naxos in Tokio.
Seit 2008 hat er eine Professur für Dirigieren an der Hochschule für Musik Luzern.
Neben seinen Opern-Dirigaten gab Ralf Weikert auch Orchesterkonzerte unter anderem in Amsterdam, Athen, Bremen, Hannover, Helsinki, Kiel, Kopenhagen, Ljubljana, München, Prag, Stuttgart, Valencia und Zürich. Er leitete mehrere Aufnahmen von Schallplatten und Videos sowie Radio- und Fernsehproduktionen.

## Auszeichnungen
- 1965: 1. Preis beim Nikolai-Malko-Wettbewerb in Kopenhagen
- 1966: Mozart-Interpretationspreis des österreichischen Unterrichtsministers
- 1975: „Dr. Karl Böhm-Preis für junge österreichische Dirigenten“, der ihm durch den Dirigenten Karl Böhm persönlich überreicht wurde
- 2000: Österreichisches Ehrenkreuz für Wissenschaft und Kunst I. Klasse

## Diskografie
- Tancredi von Gioachino Rossini, Libretto Gaetano Rossi. 3 Schallplatten in Kassette. CBS, Frankfurt am Main 1985.
- Il barbiere di Siviglia von Gioachino Rossini, Libretto Cesare Sterbini. 2 Bildplatten in Kassette. Polygram, Hamburg 1991.
- The romantic tenor – Francisco Araiza. 1 CD. BMG Ariola, Hamburg 1992.
- L’ italiana in Algeri von Gioachino Rossini, Libretto Angelo Anelli, 1 VHS-Kassette, BMG Ariola, Hamburg 1993.
- Arien von Wolfgang Amadeus Mozart. 1 CD. EMI Electrola, Köln 1993.
- Konzertarien 1972–1983 von Wolfgang Amadeus Mozart. 1 CD. 1995.
- Deon van der Walt – Portrait. 1 CD. BMG Ariola, Hamburg, München 1999.
- Die toten Augen von Eugen d’Albert. 2 CD. Cpo, Georgsmarienhütte 2000.
- Ouvertüren von Gioachino Rossini. 1 CD. Sony Music Entertainment, Frankfurt am Main 2001.

## Schriften
- Beruf Dirigent. Böhlau, Wien/Köln/Weimar 2017, ISBN 978-3-205-20530-2.